# 王學書
王學書（1534年—？），字惟中，號鳳坪，山東濟南府濱州人，軍籍，明朝政治人物。同進士出身。

## 生平
嘉靖四十三年（1564年）甲子科山東鄉試第七十名舉人。隆慶五年（1571年）登辛未科三甲第二百八十七名進士。工部觀政，授行人，萬曆三年（1575年）升户部主事，六年复除本部，升大同管粮郎中，十年正月升山西右参议，分守口北道，十三年升本省副使，升右参政，照旧管事，十五年十月升山西按察使，分巡冀北道，十六年十月调陕西按察使、固原兵备，十七年八月升都察院右佥都御史、巡抚宣府地方，九月为工科給事中李汝華参劾，调别用，二十二年回籍。

## 家族
曾祖王勝；祖父王山；父王兌，母汪氏。永感下。弟王學易（贡士）。子王支焘，崇祯癸未进士。